# Kazimir Severinovich Malevich
Kazimir Severinovich Malevich[nb 1] (tiếng Nga: К. С. Малевич), sinh ngày 23 tháng 2 năm 1879, Kiev – 15 tháng 5 năm 1935, Leningrad là một họa sĩ và nhà lý luận nghệ thuật người Ba Lan và người Nga. Ông là người tiên phong của nghệ thuật trừu tượng hình học và người khởi đầu của phong trào Suprematist avant-garde (Chủ nghĩa tiền phong).

## Các tác phẩm tiêu biểu
- 1912 Morning in the Country after Snowstorm
- 1912 The Woodcutter
- 1912-13 Reaper on Red Background
- 1914 The Aviator
- 1914 An Englishman in Moscow
- 1914 Soldier of the First Division
- 1913 Black Square
- 1915 Red Square †
- 1915 Black Square and Red Square ††
- 1915 Suprematist Composition
- 1915 Suprematism (1915)
- 1915 Suprematist Painting: Aeroplane Flying
- 1915 Suprematism: Self-Portrait in Two Dimensions
- 1915-16 Suprematist Painting (Ludwigshafen)
- 1916 Suprematist Painting (1916)
- 1916 Supremus No. 56
- 1916-17 Suprematism (1916–17)
- 1917 Suprematist Painting (1917)
- 1918 White on White
- 1919-26 Untitled (Suprematist Composition)
- 1928-32 Complex Presentiment: Half-Figure in a Yellow Shirt
- 1932-34 Running Man

### Gallery

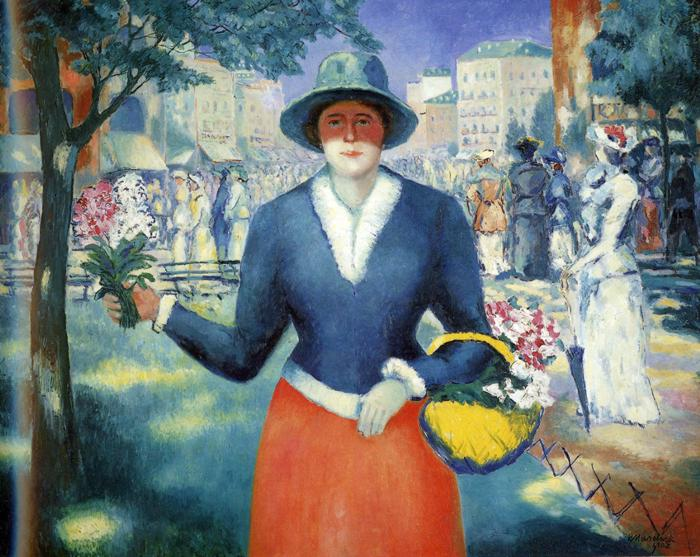
Flower Girl, 1903
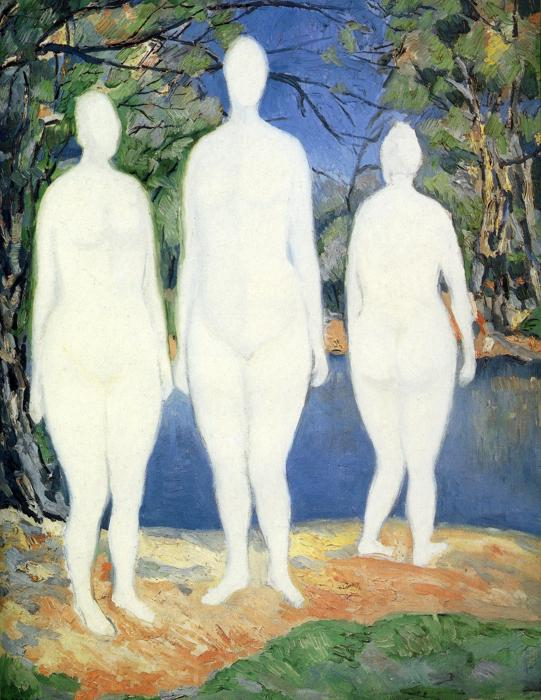
Bathers, 1908
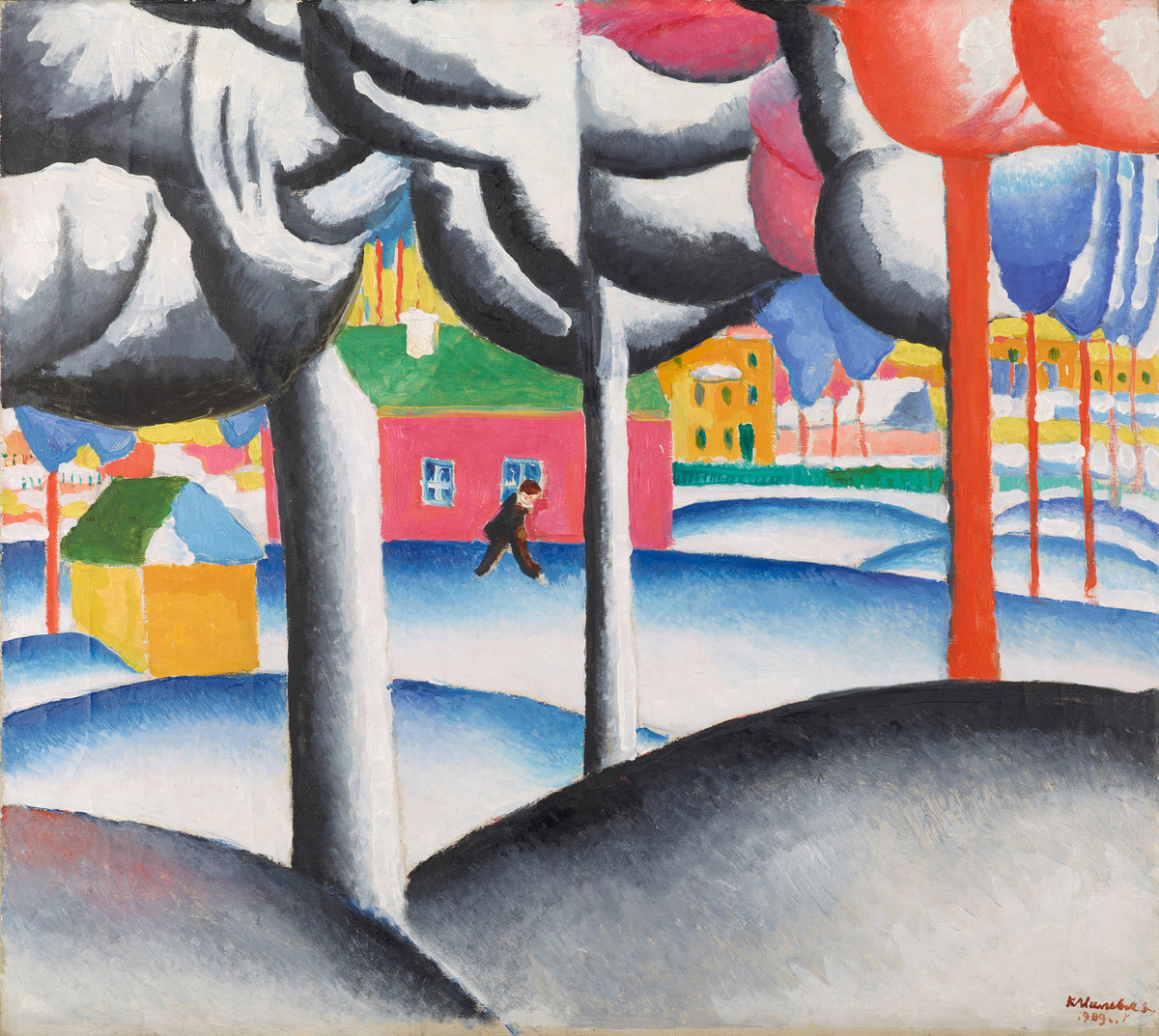
Winter, 1909
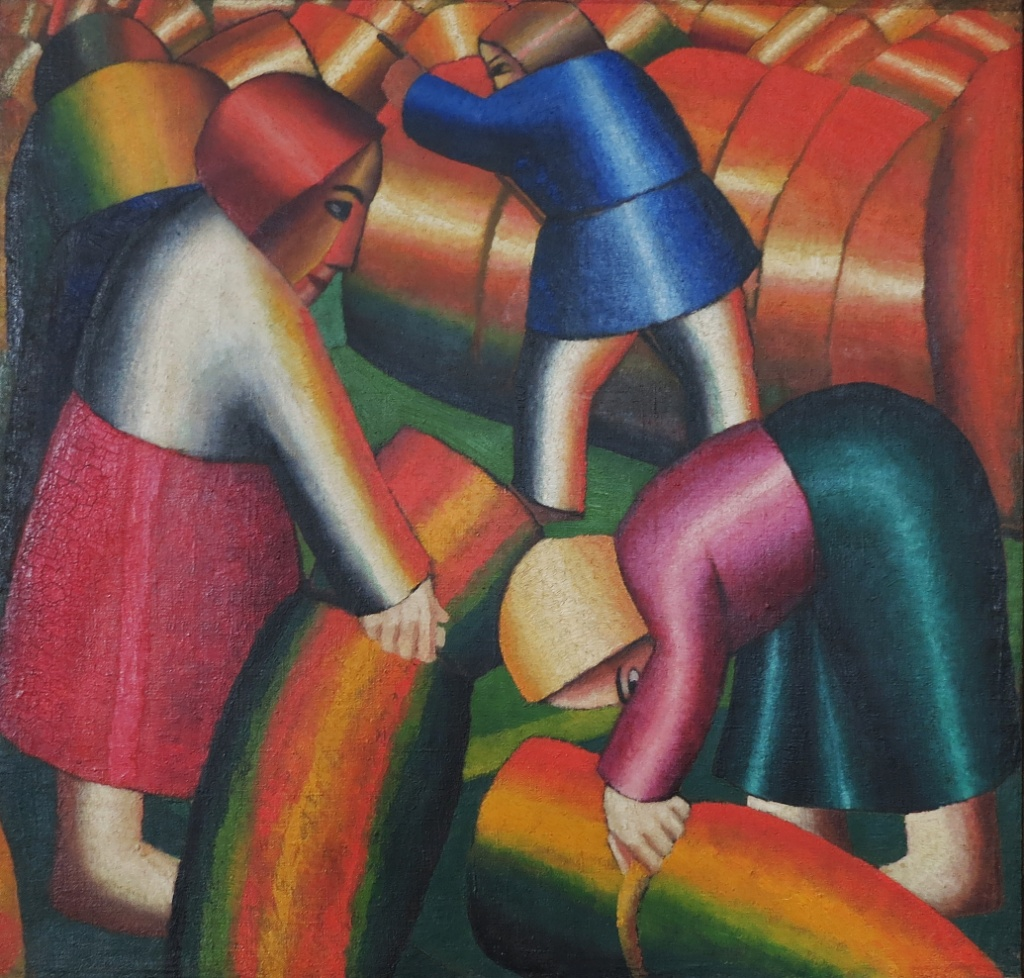
Taking in the Rye, 1911
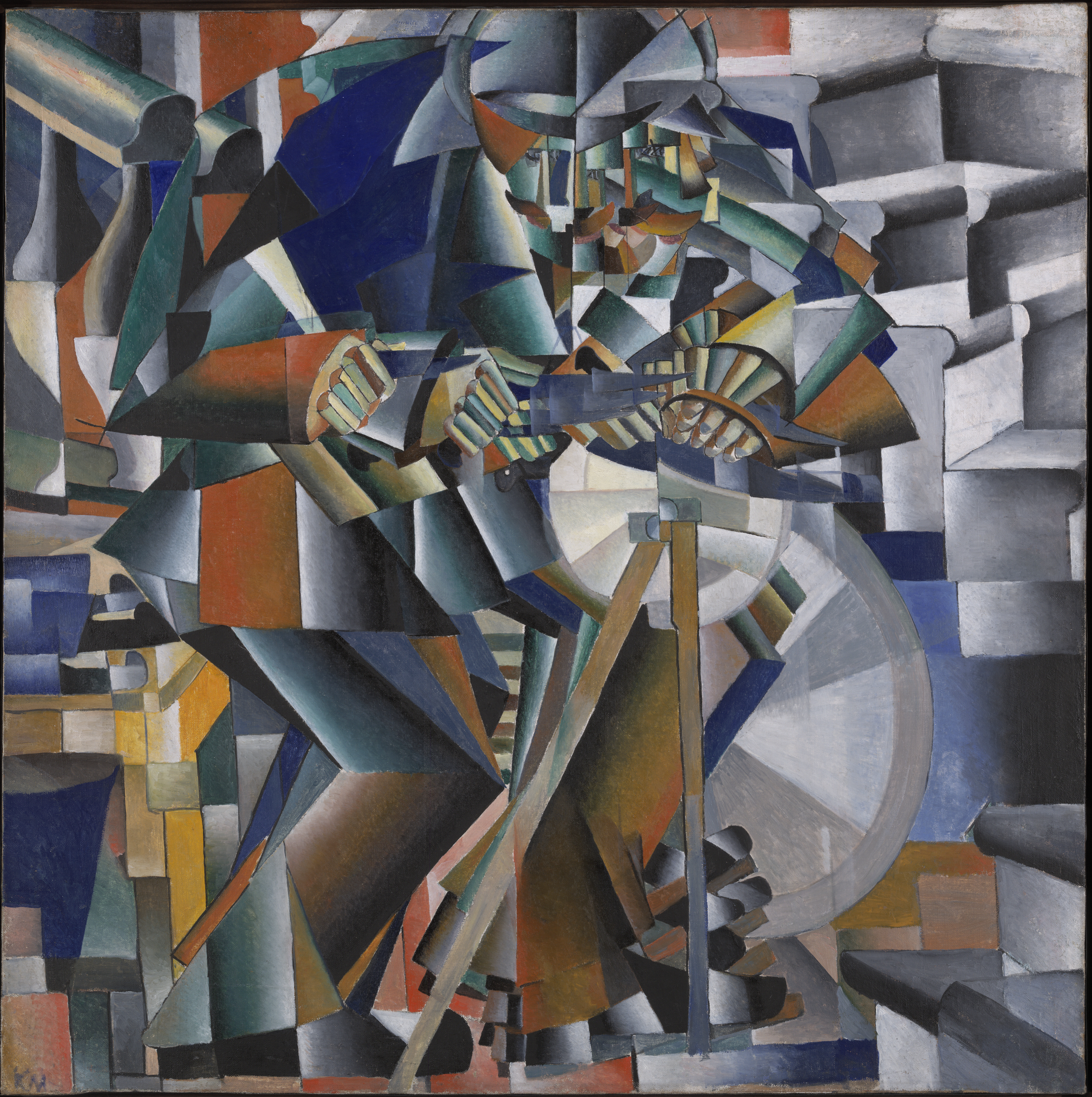
The Knifegrinder, 1912
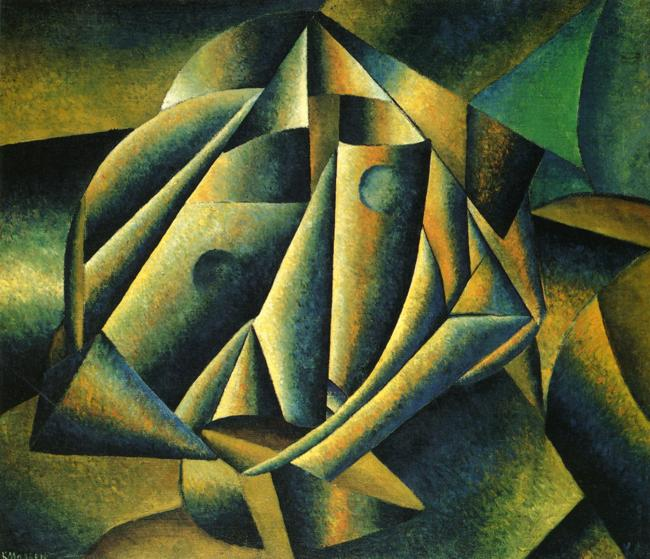
Head of a Peasant Girl, 1912-1913
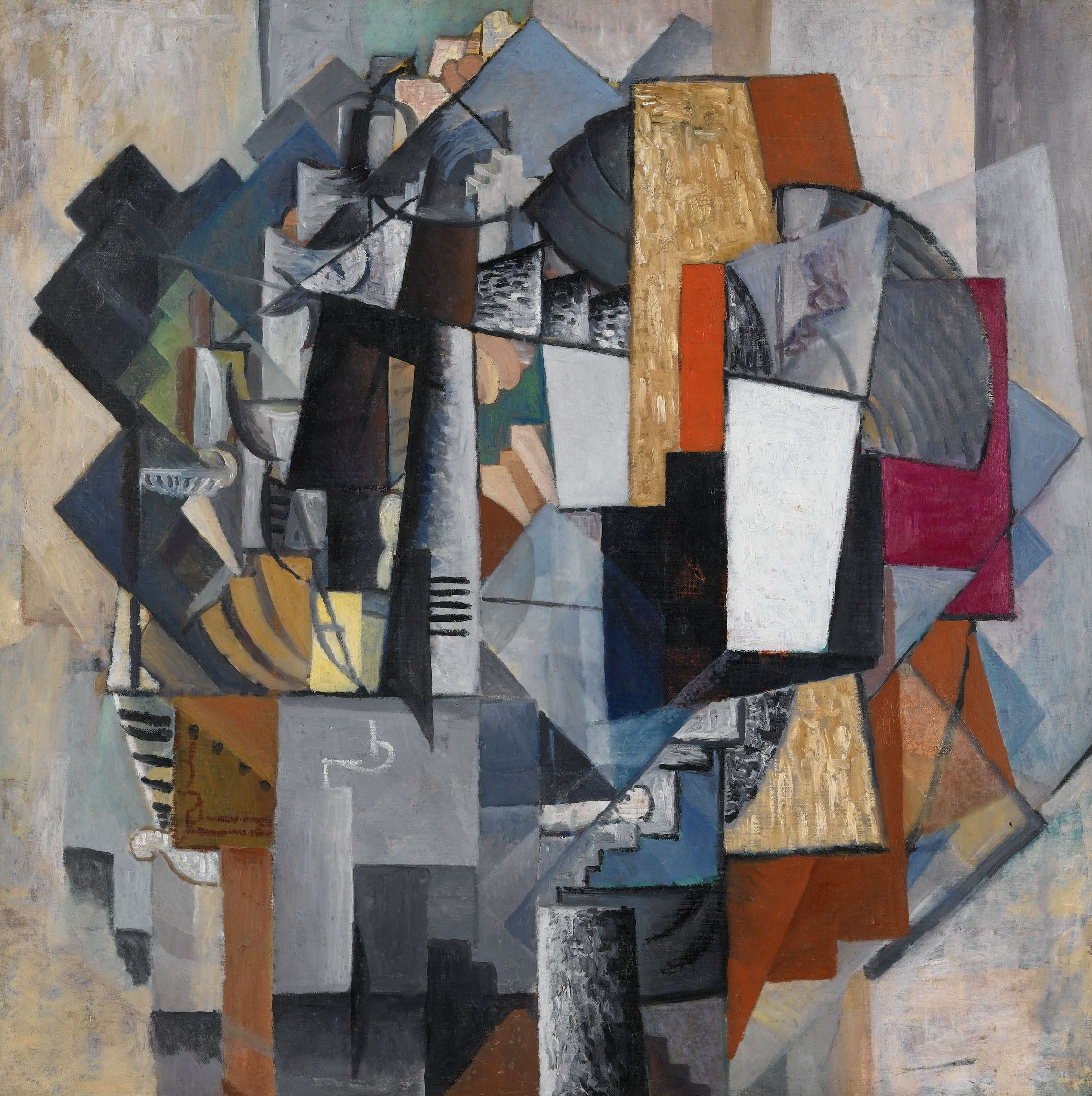
Bureau and Room, 1913
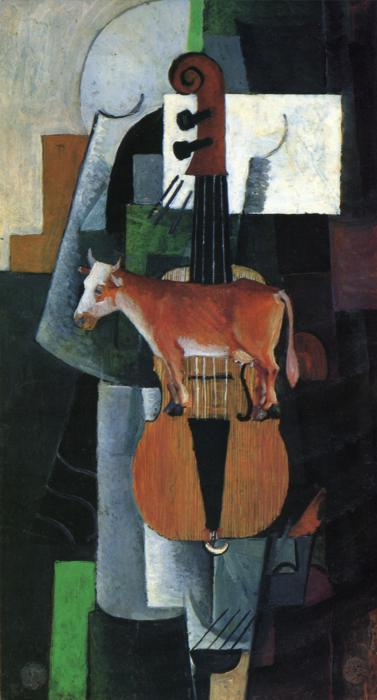
Cow and Fiddle, 1913
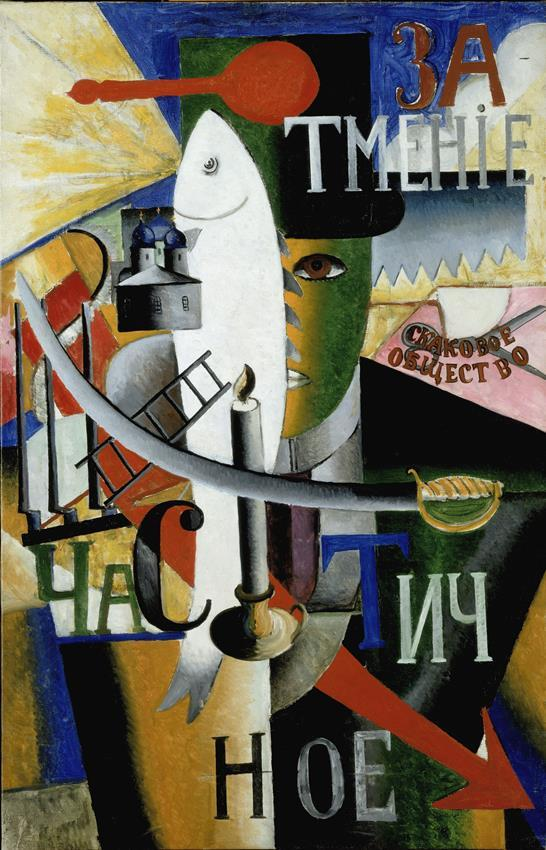
Englishman in Moscow, 1914
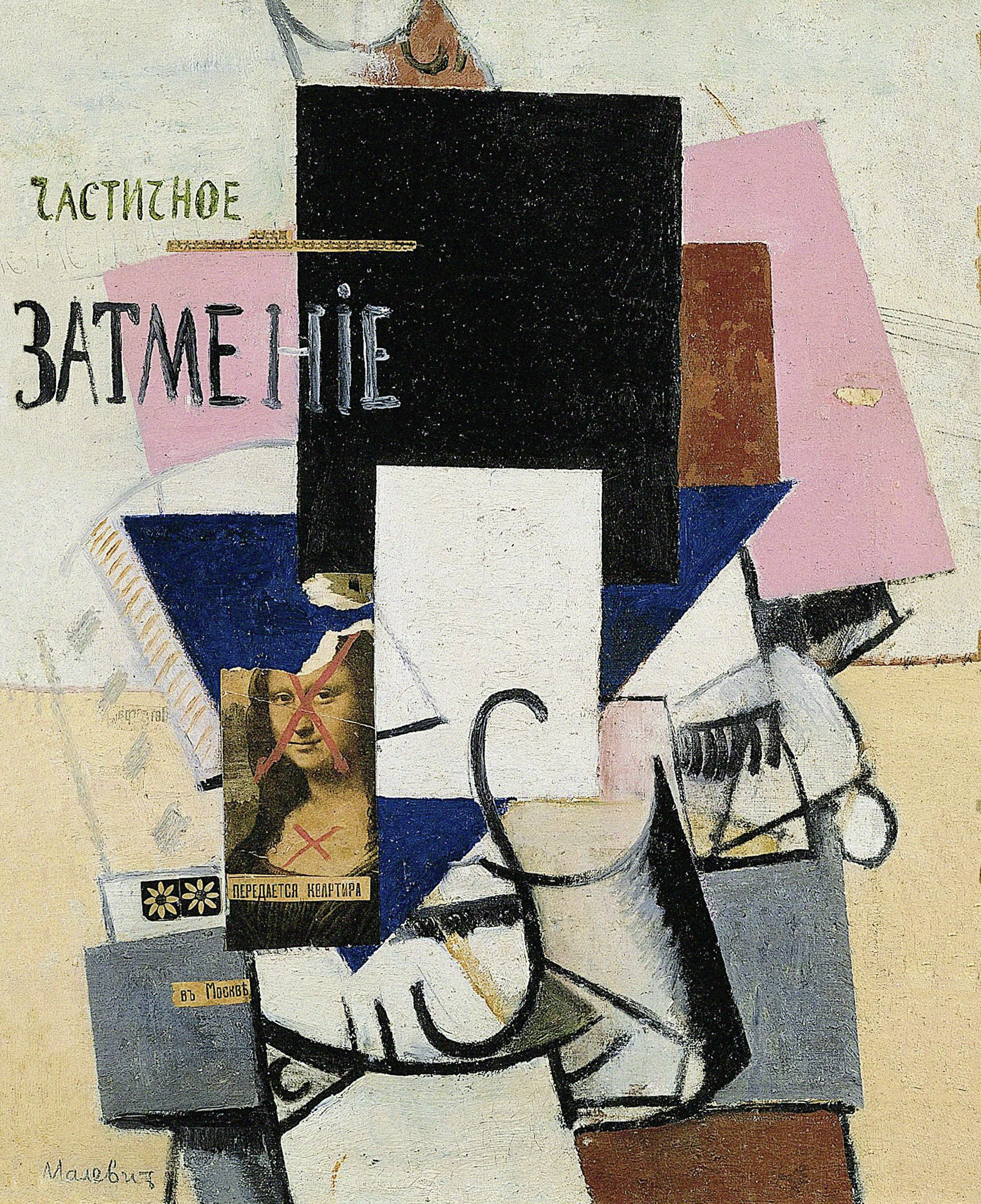
Composition with the Mona Lisa, 1914
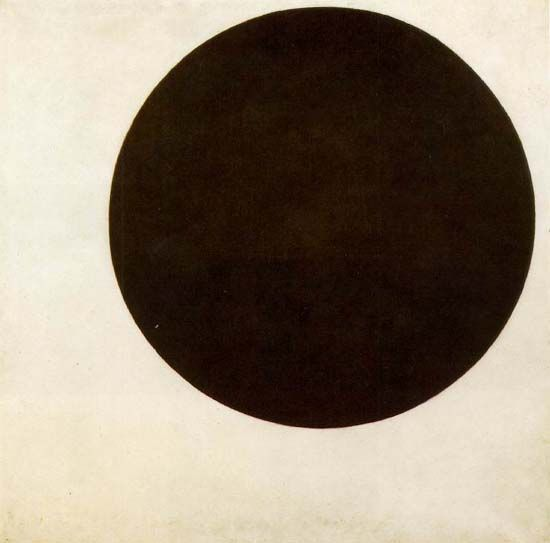
Black Circle, 1915, State Russian Museum, St. Petersburg, Russia
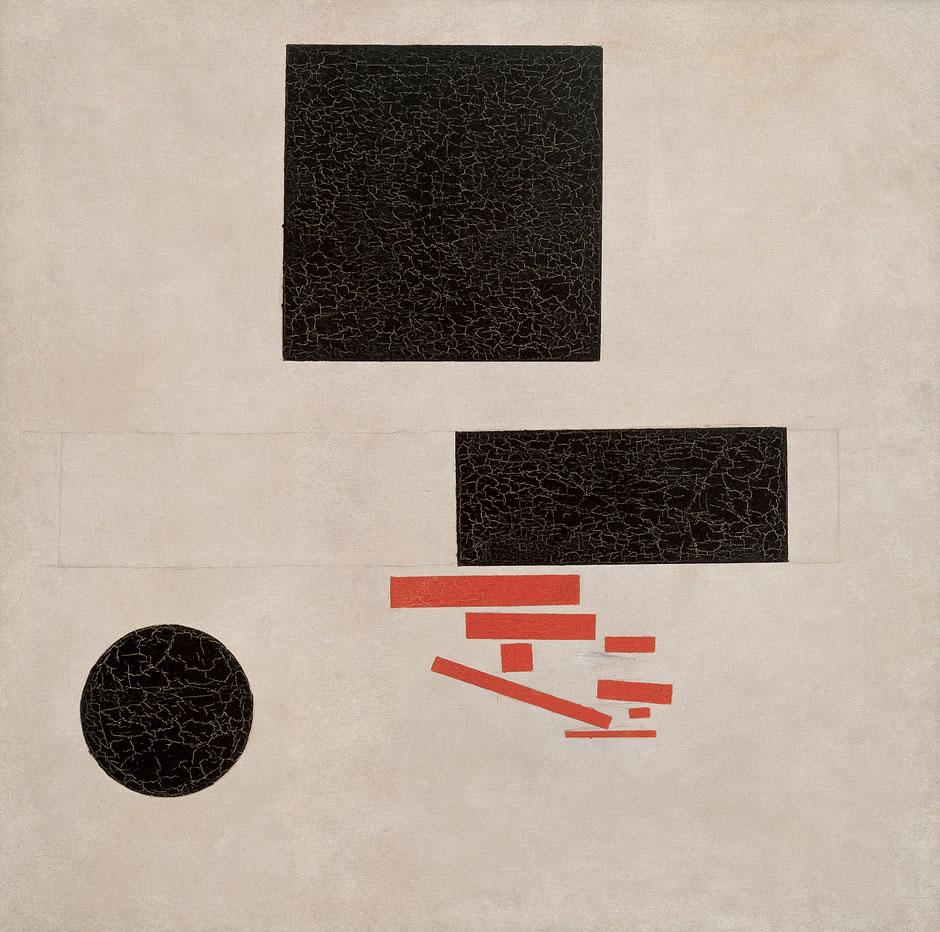
Suprematist Composition, painted 1915
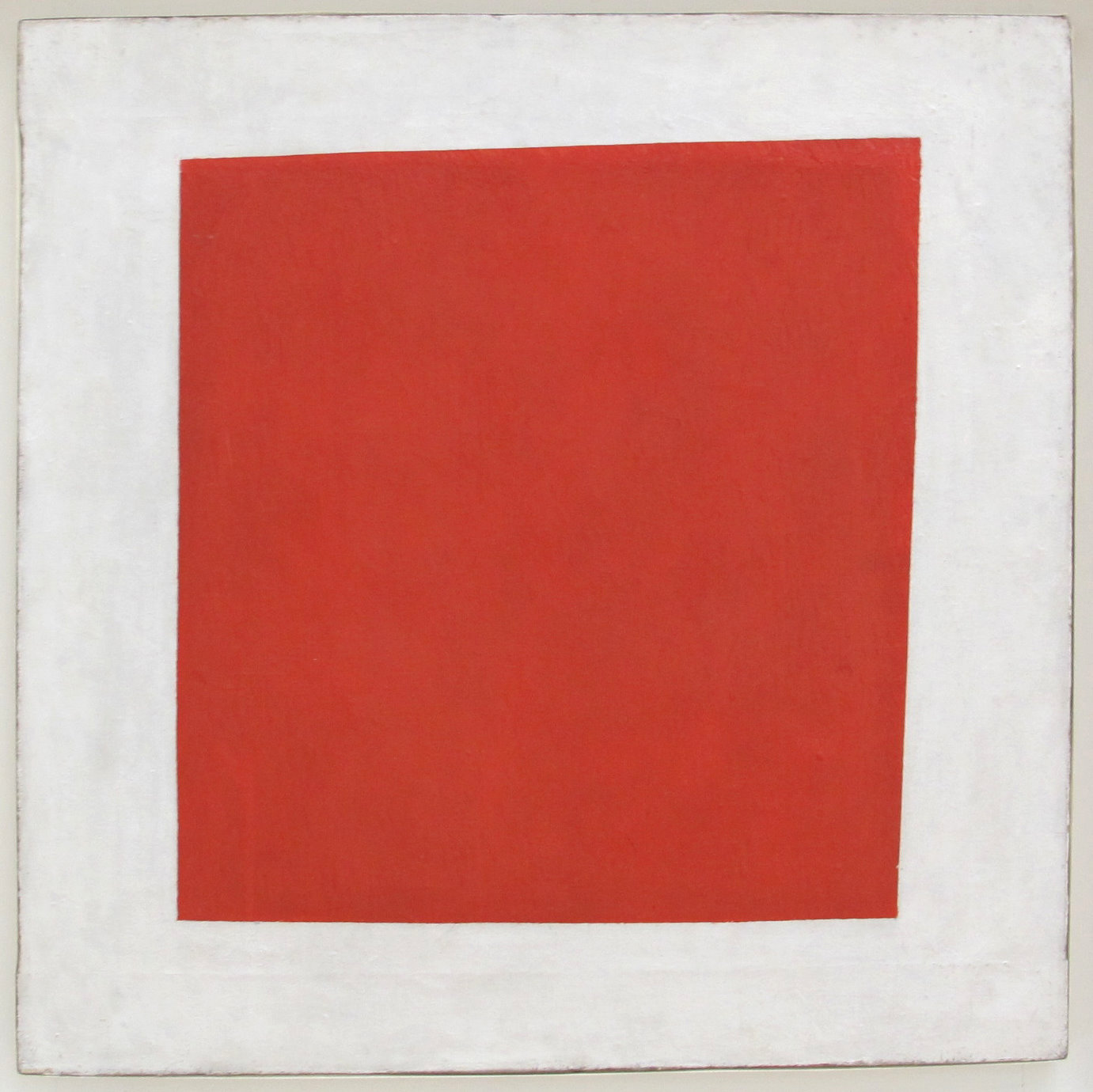
Red Square: Painterly Realism of a Peasant Woman in Two Dimensions, 1915
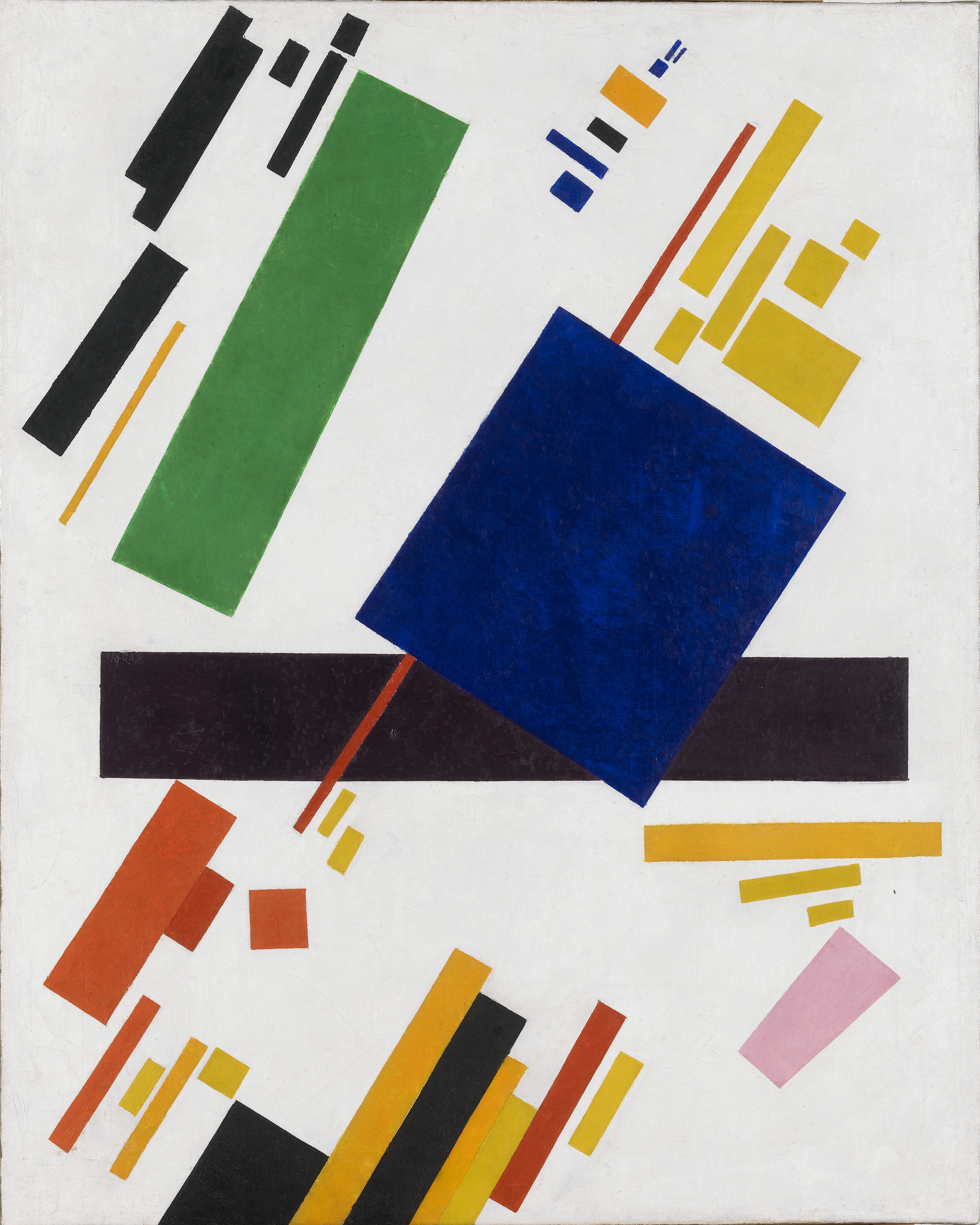
Suprematist Composition, 1916
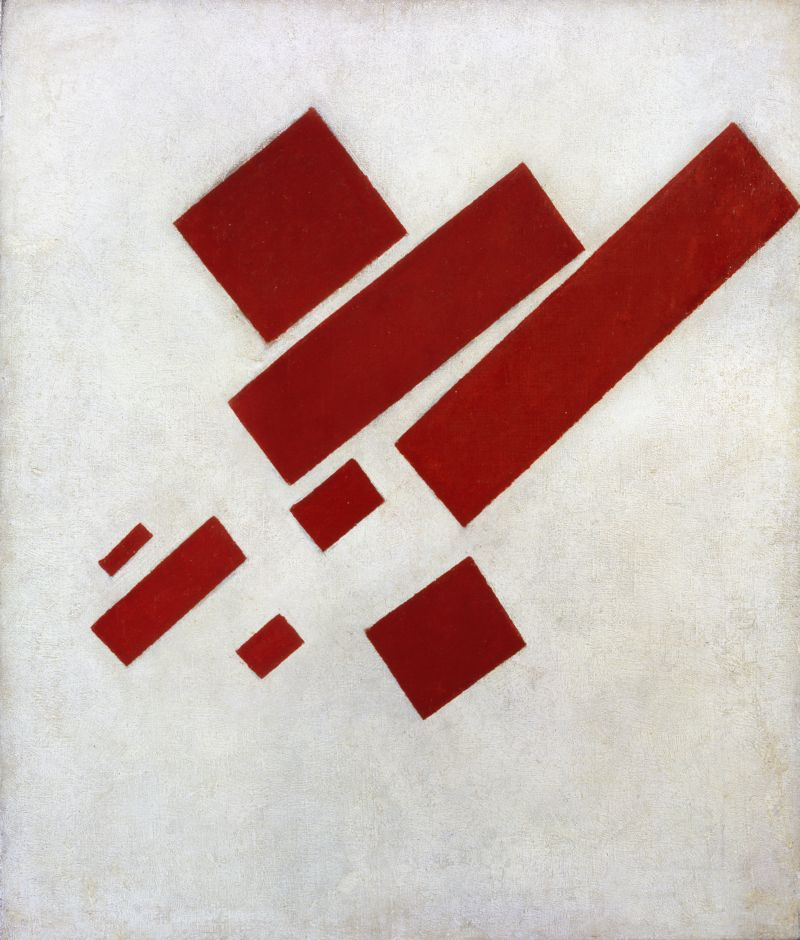
Suprematist Painting: Eight Red Rectangles, 1915
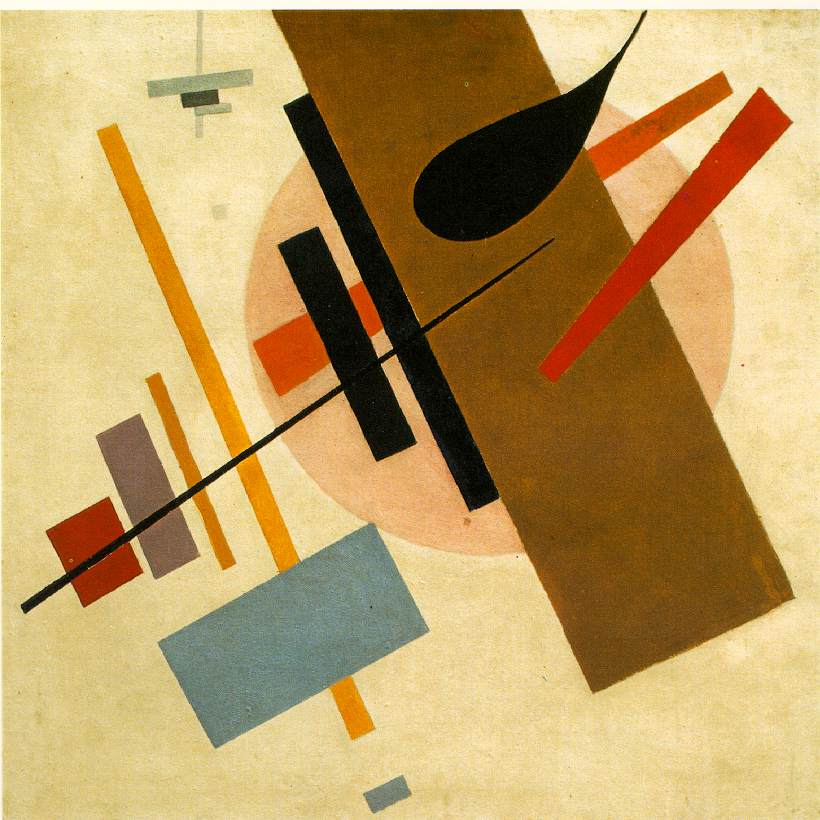
Suprematism, Museum of Art, Krasnodar 1916
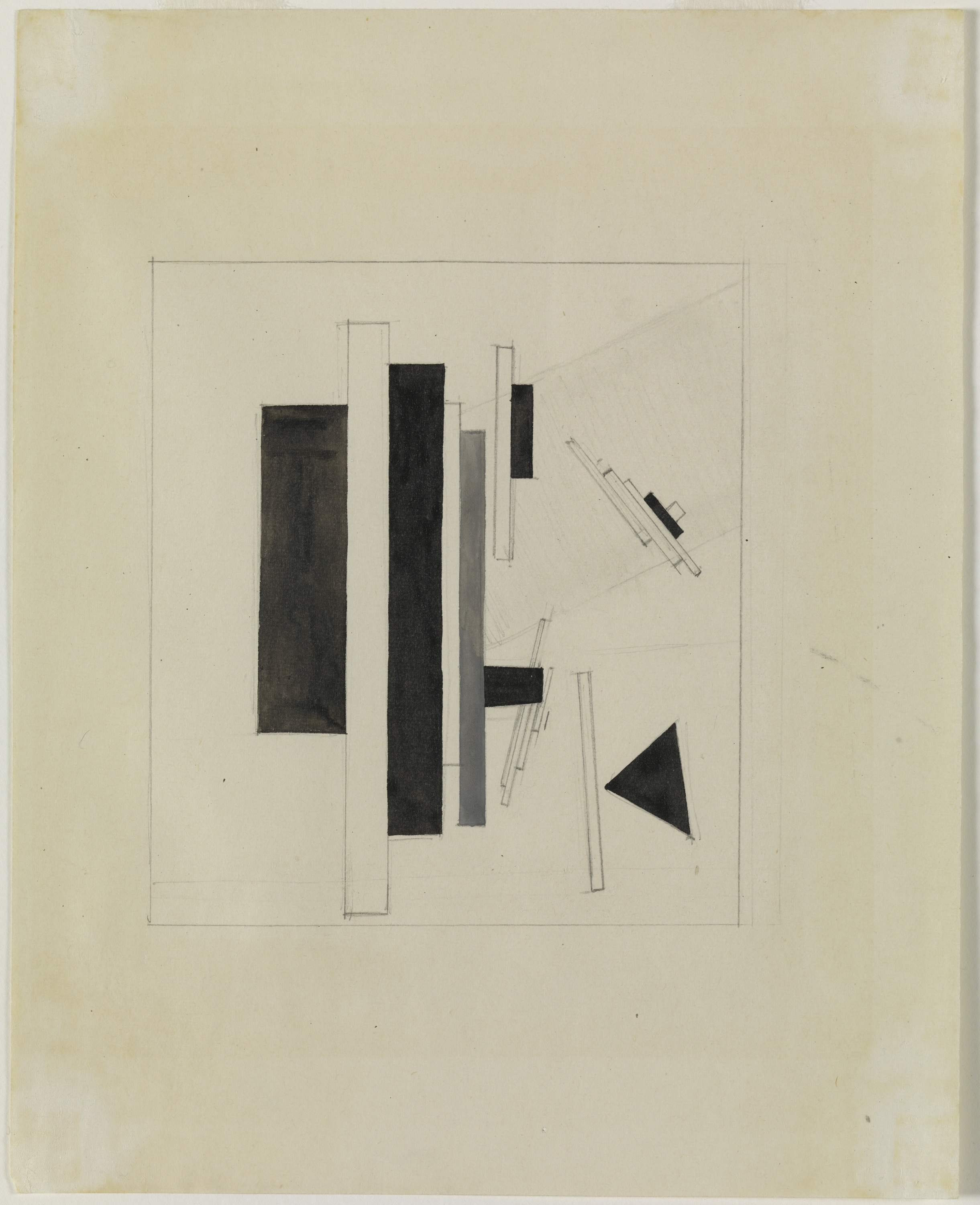
Untitled (Suprematist Composition), Solomon R. Guggenheim Museum, New York, New York, c. 1919-1926
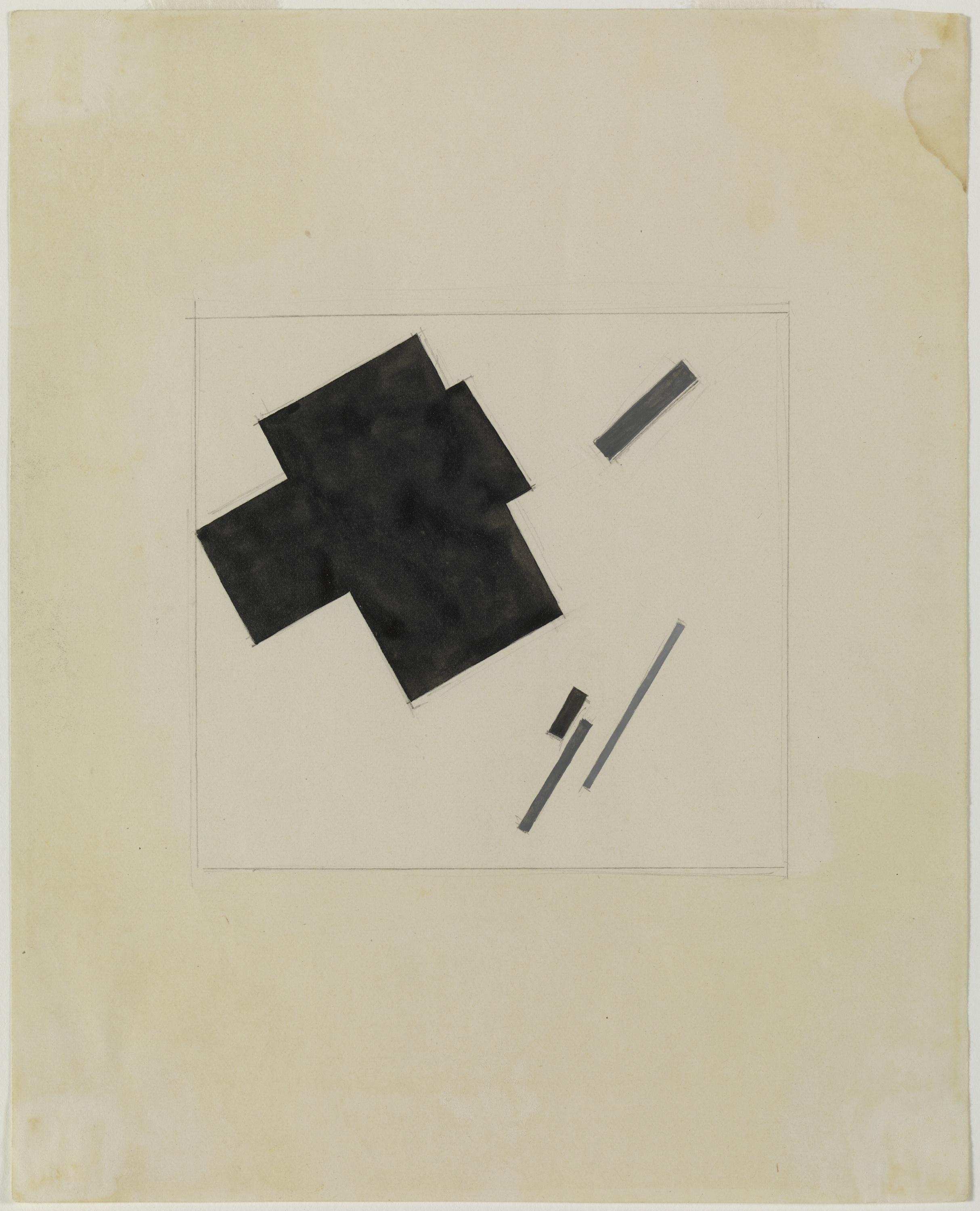
Untitled (Suprematist Composition), Solomon R. Guggenheim Museum, New York, New York, c. 1919-1926
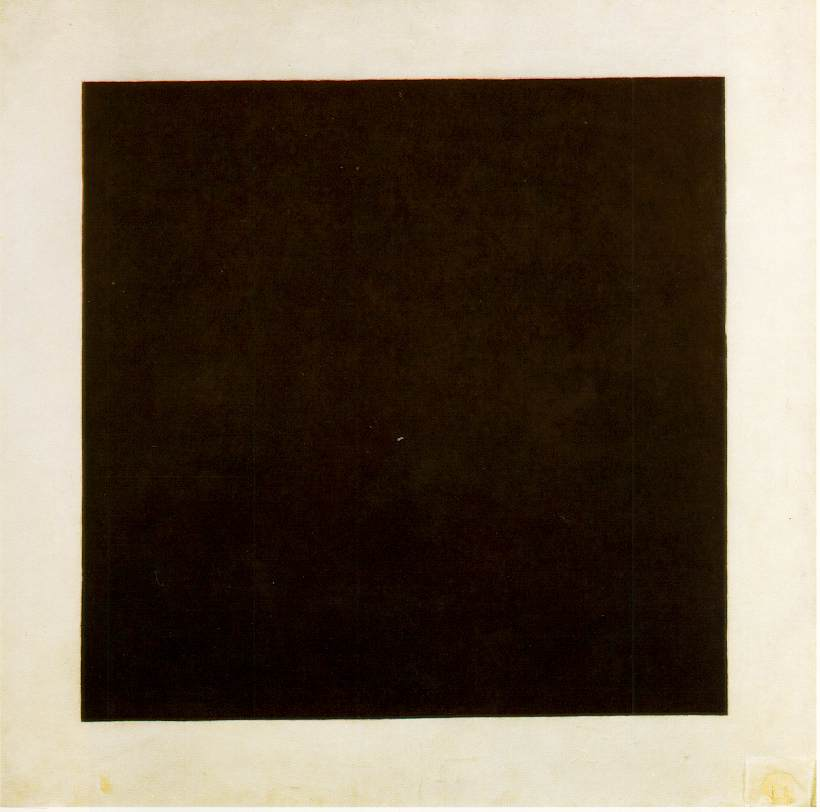
Black Square, c.1923, State Russian Museum, St. Petersburg, Russia
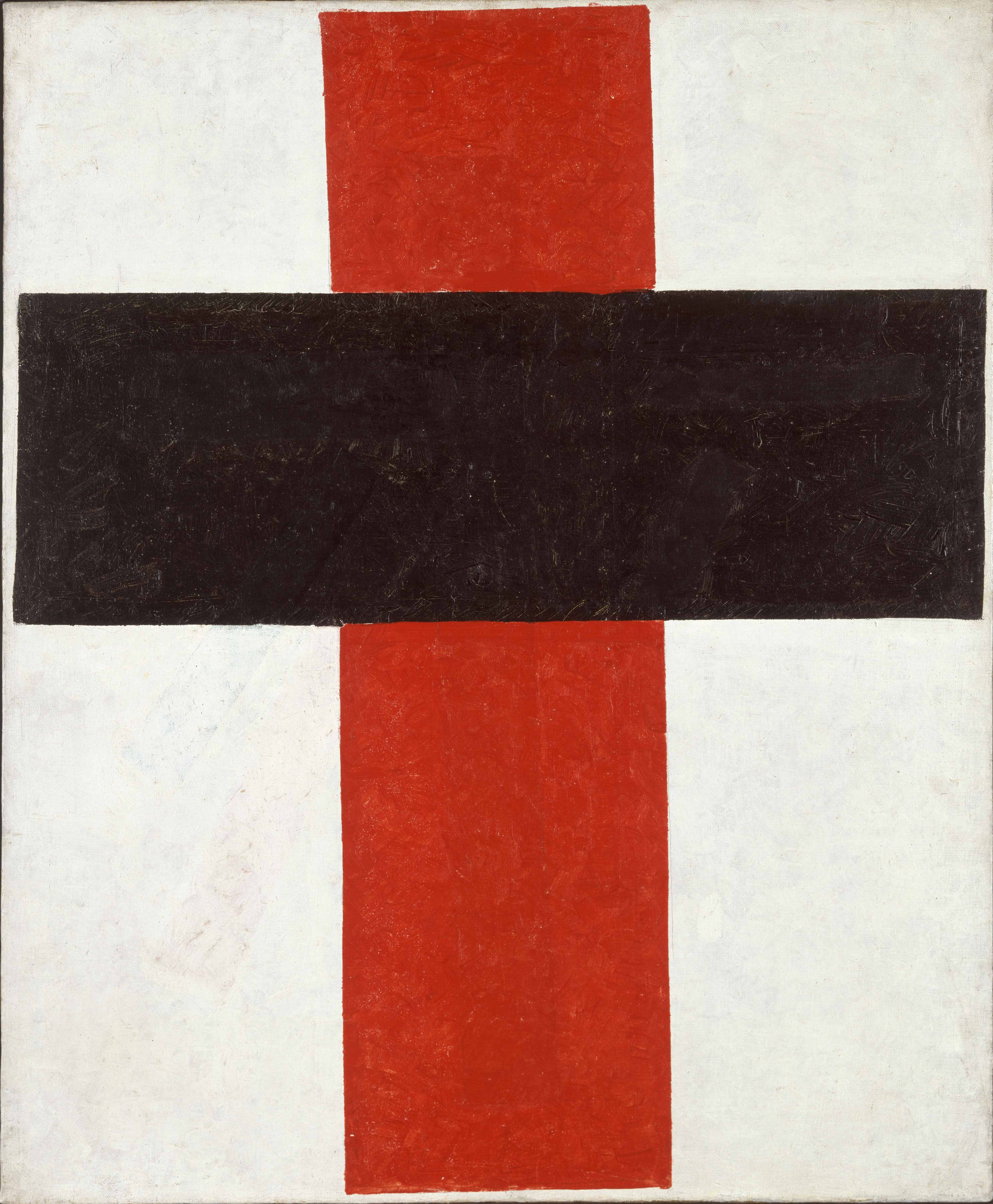
Suprematism, 1921-1927
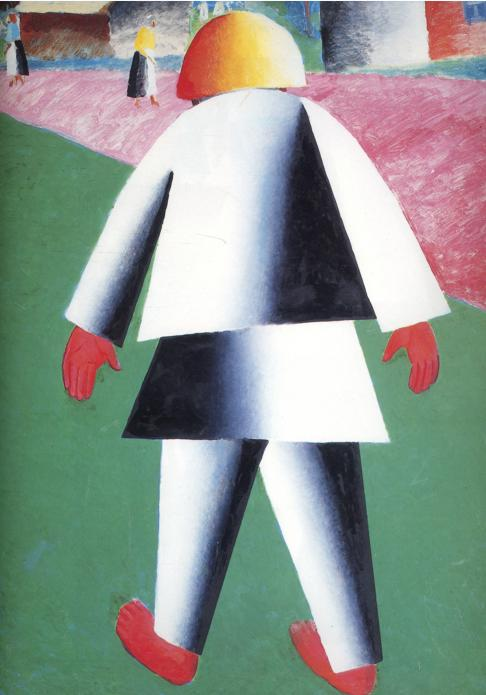
Boy, 1928-1932
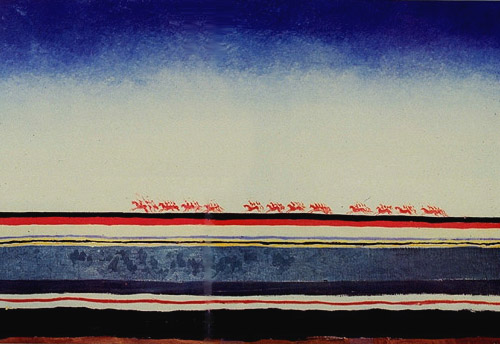
Red-cavalry, 1928-1932
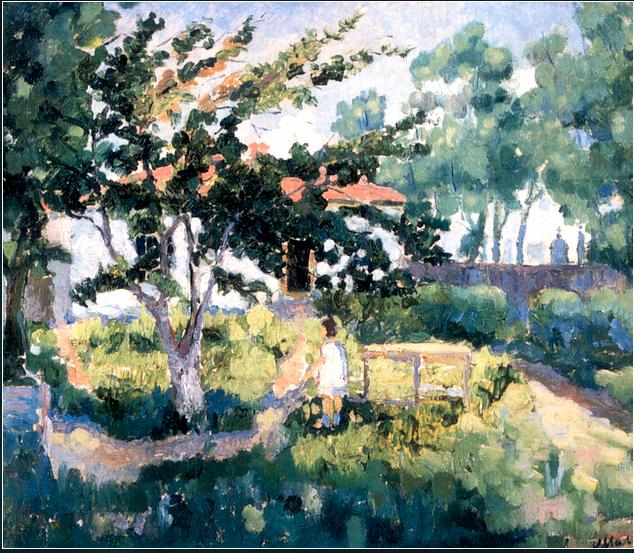
Summer Landscape, 1929
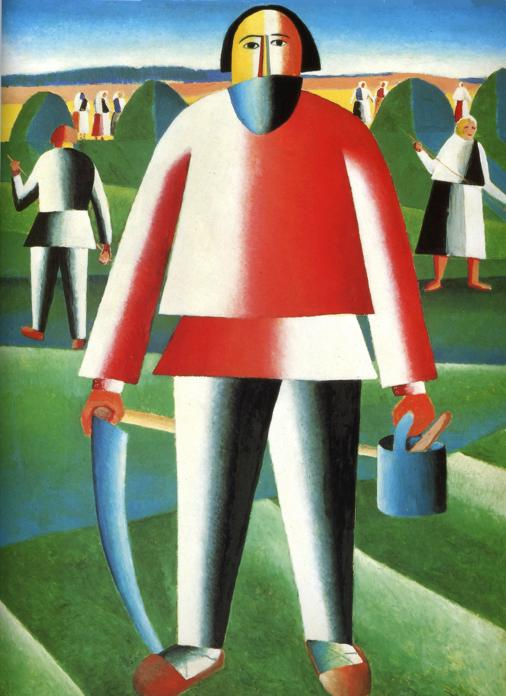
Mower, 1930
Running man, 1932Running man, 1932
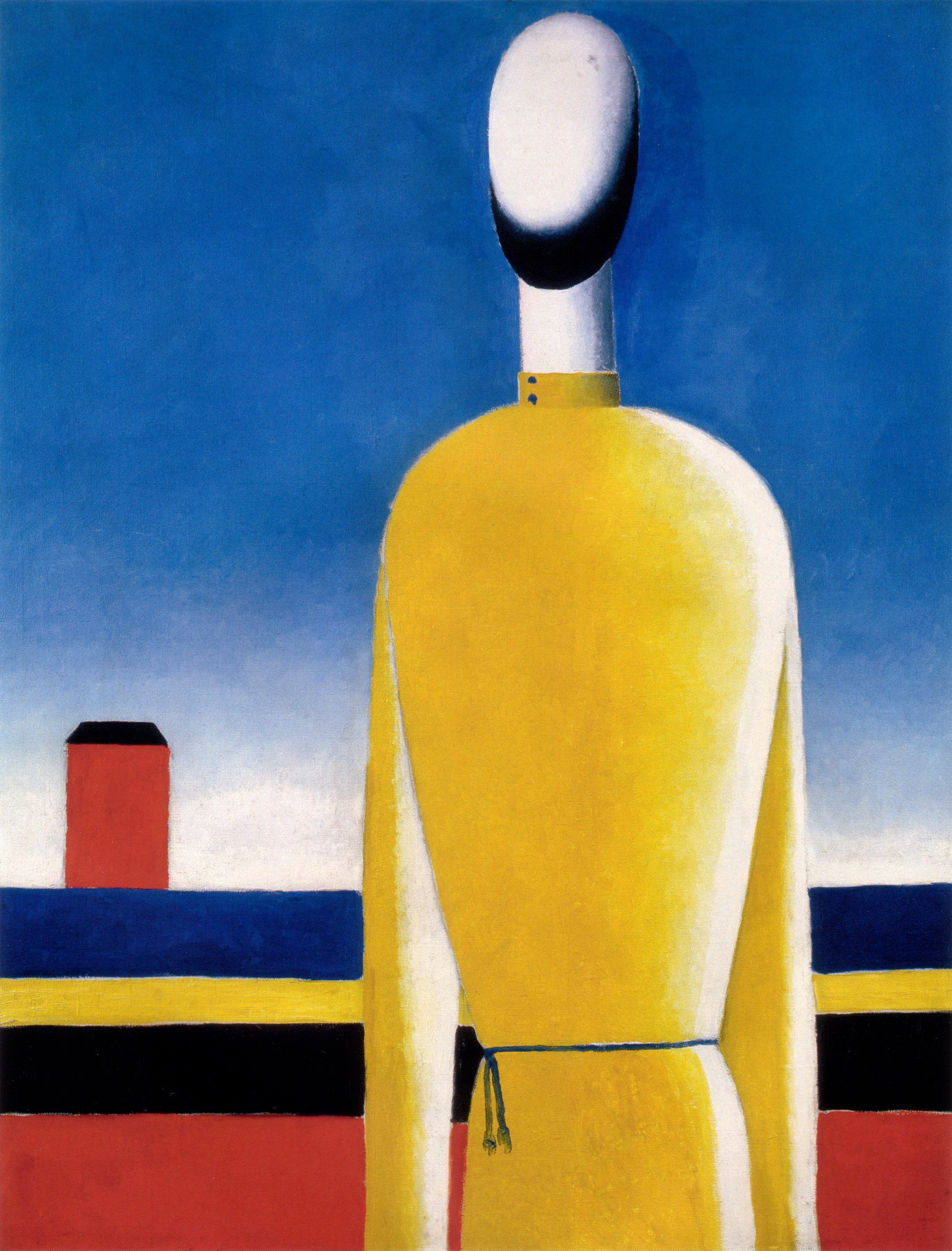
Complex Presentiment: Half-Figure in a Yellow Shirt, 1928-1932

### Sách tham khảo
- Crone, Rainer, Kazimir Severinovich Malevich, and David Moos. Kazimir Malevich: The Climax of Disclosure. Chicago: University of Chicago Press, 1991.
- Andrei Nakov Kasimir Malevich, Catalogue raisonné, Paris, Adam Biro, 2002
- Andrei Nakov vol. IV of Kasimir Malevich, le peintre absolu, Paris, Thalia Édition, 2007
- The Non-objective World, Kasimir Malevich, trans. Howard Dearstyne, Paul Theobald, 1959. ISBN 0-486-42974-1
- Kazimir Malevich and Suprematism 1878-1935, Gilles Néret, Taschen, 2003. ISBN 0-87414-119-2
- Dreikausen, Margret, "Aerial Perception: The Earth as Seen from Aircraft and Spacecraft and Its Influence on Contemporary Art" (Associated University Presses: Cranbury, NJ; London, Anh; Mississauga, Ontario: 1985). ISBN 0-87982-040-3
- Drutt, Matthew; Malevich, Kazimir, Kazimir Malevich: suprematism, Guggenheim Museum, 2003, ISBN 0-89207-265-2
- Milner, John; Malevich, Kazimir, Kazimir Malevich and the art of geometry, Yale University Press, 1996. ISBN 0-300-06417-9
- Shatskikh, Aleksandra S, and Marian Schwartz, Black Square: Malevich and the Origin of Suprematism, 2012. ISBN 9780300140897
- Shishanov V.A. Vitebsk Museum of Modern Art: a history of creation and a collection. 1918–1941. - Minsk: Medisont, 2007. - 144 p.Mylivepage.ru Lưu trữ ngày 30 tháng 10 năm 2008 tại Wayback Machine
- Kazimir Malevich in the State Russian Museum. Palace Editions. ISBN 978-3-930775-76-7. (English Edition)
- Malevich and his Influence, Kunstmuseum Liechtenstein, 2008. ISBN 978-3-7757-1877-6
- Ivanov, Sergei."Unknown Socialist Realism. The Leningrad School". Saint Petersburg: NP-Print, 2007 ISBN 978-5-901724-21-7
- Honour, H. and Fleming, J. (2009) A World History of Art. 7th edn. London: Laurence King Publishing. ISBN 9781856695848
- Tolstaya, Tatyana, The Square, The New Yorker, ngày 12 tháng 6 năm 2015